# Clotilde Reiss
Clotilde Reiss, född den 31 juli 1985, är en fransk student som under sin vistelse i Iran greps och anklagades för spioneri och för att vara agent för den franska säkerhetstjänsten. Vid tiden för gripandet arbetade hon som lärare i Isfahan samt med en magisteruppsats om att lära ut historia och geografi i iranska skolor. Hon arresterades på Teherans flygplats den 1 juli 2009 och åtalades senare för att ha tagit bilder på demonstrationerna efter presidentvalet 2009 och emailat dem till en vän, vilket enligt de iranska åklagarna kunde betraktas som spioneri. Reiss släpptes mot borgen och bodde därefter på franska ambassaden men fick inte tillåtelse att lämna Iran då rättegången pågick.
Efter diplomatiska påtryckningar från bland annat EU frigavs Reiss den 16 maj 2010 och kunde resa hem till Frankrike samma dag. Två dagar senare frigavs Ali Vakili Rad, dömd i Frankrike för mordet på Shapur Bakhtiar 1991, från ett franskt fängelse. Både iranska och franska myndigheter förnekar att de båda frigivandena har något samband trots att de flesta bedömare anser att så var fallet.